# Kézimalom
A kézimalom emberi erővel működtetett őrlőeszköz. A 20. századig a legtöbb falusi háztartás szokásos eszköze volt, korábban kenyérgabona őrlésére használták, az utóbbi időben azonban csak állatok takarmányának darálására. A nagy malmokéhoz hasonlóan legfontosabb alkatrésze két malomkő volt. A kövek őrlőfelülete sík vagy enyhén ívelt, lefelé lejtő volt.
A forgóköves kézimalmok már az ókor óta ismeretesek voltak, korábban a neolitikumtól kezdődően, amikor a gabonamagavakat az ember először fogyasztani, majd termeszteni is kezdte, először két kő között dörzsölve őrölte a magokat, és ebből fokozatosan fejlődött ki a forgóköves kézi malom, majd ennek gépesítésével a különböző szárazmalmok, vízimalmok és szélmalmok. Ilyen módon a technikai fejlődés során a kézimalmok fontos szerepet játszó lépcsőfokot jelentettek.
Az ókori malmok felső kövét az alsó kőbe rögzített tengely körül lehetett forgatni. A felső kő közepén kialakított hengeres mélyedésbe öntötték a magokat, melyek lassan levándoroltak a két kő közé, a megőrölt liszt pedig a két kő közötti résen folyt ki. Később az alsó követ nagyobbra készítették és a felső kő számára bemélyedést faragtak ki, ami a felső kő megvezetésén kívül arra is szolgált, hogy a megőrölt lisztet ne engedje kifolyni, csak a perembe vágott kifolyónyíláson keresztül.

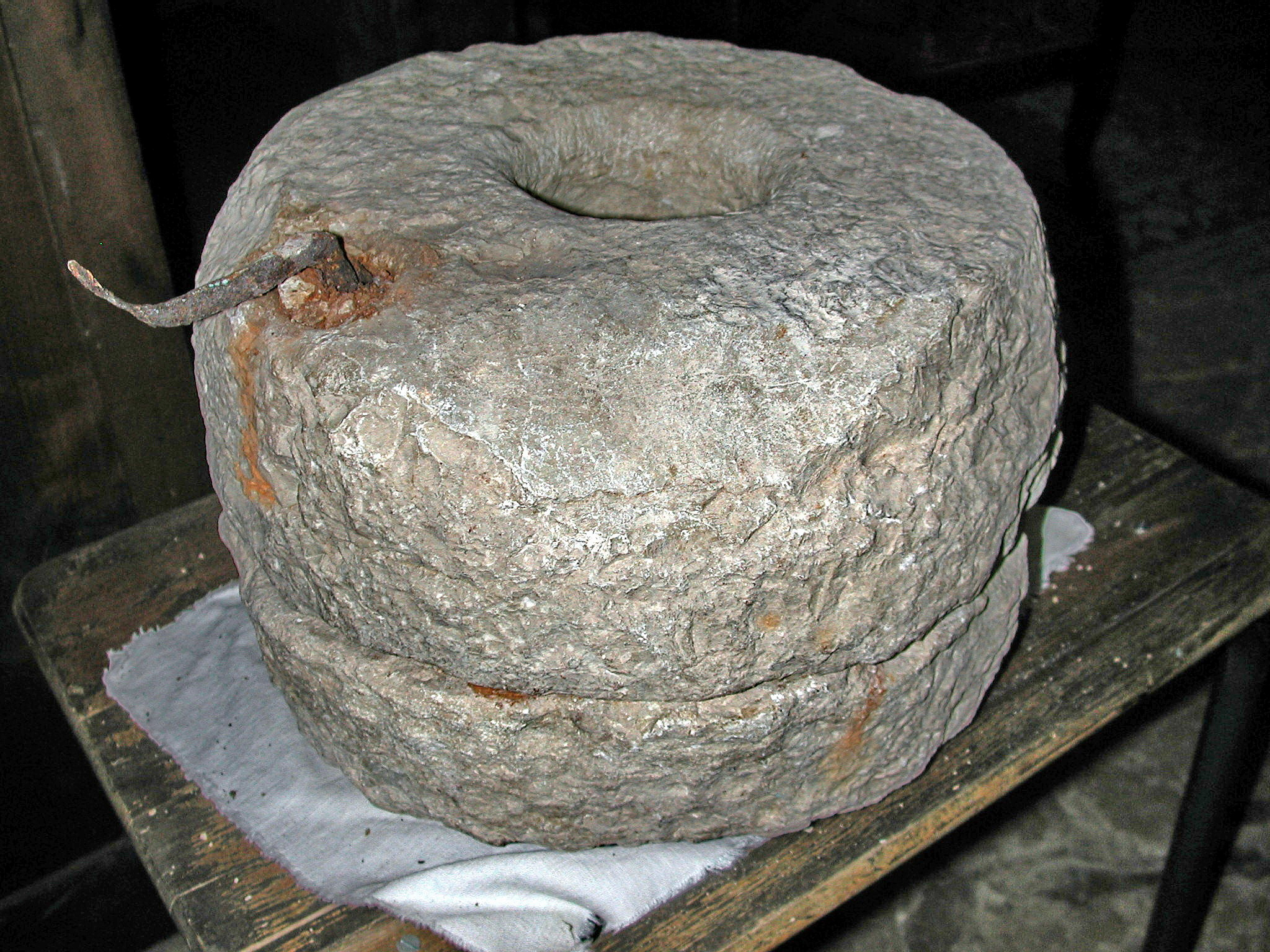
Ókori kelta kézimalom
A kelta kézimalom keresztmetszete 1-Tengely 2-Hajtókar 3-Felső kő 4-Allsó kő
Dák kézimalom metszete 1-Tengely 2-Hajtókar 3-Felső kő 4-Alsó kő 5-Alap
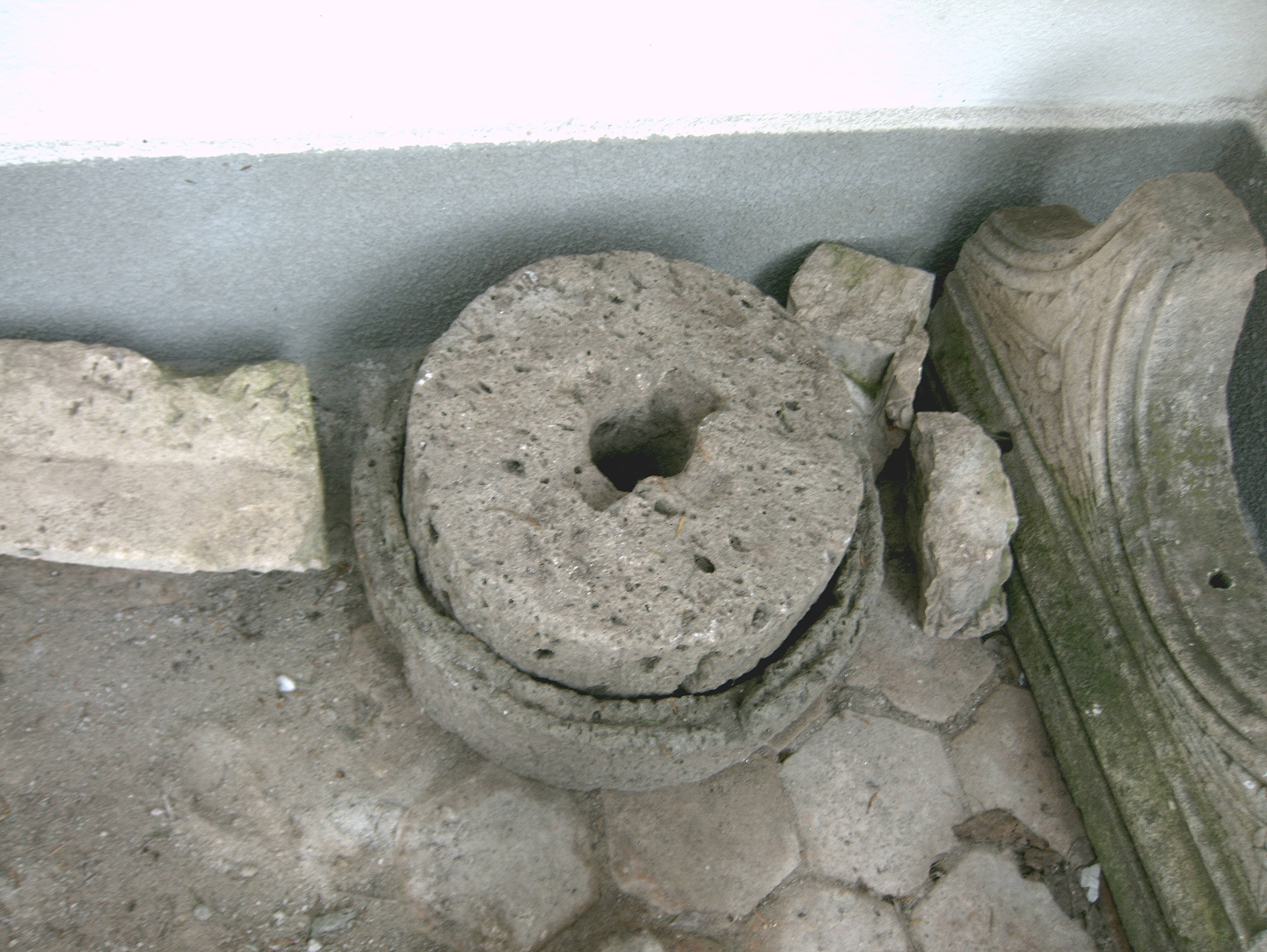
Római kézimalom
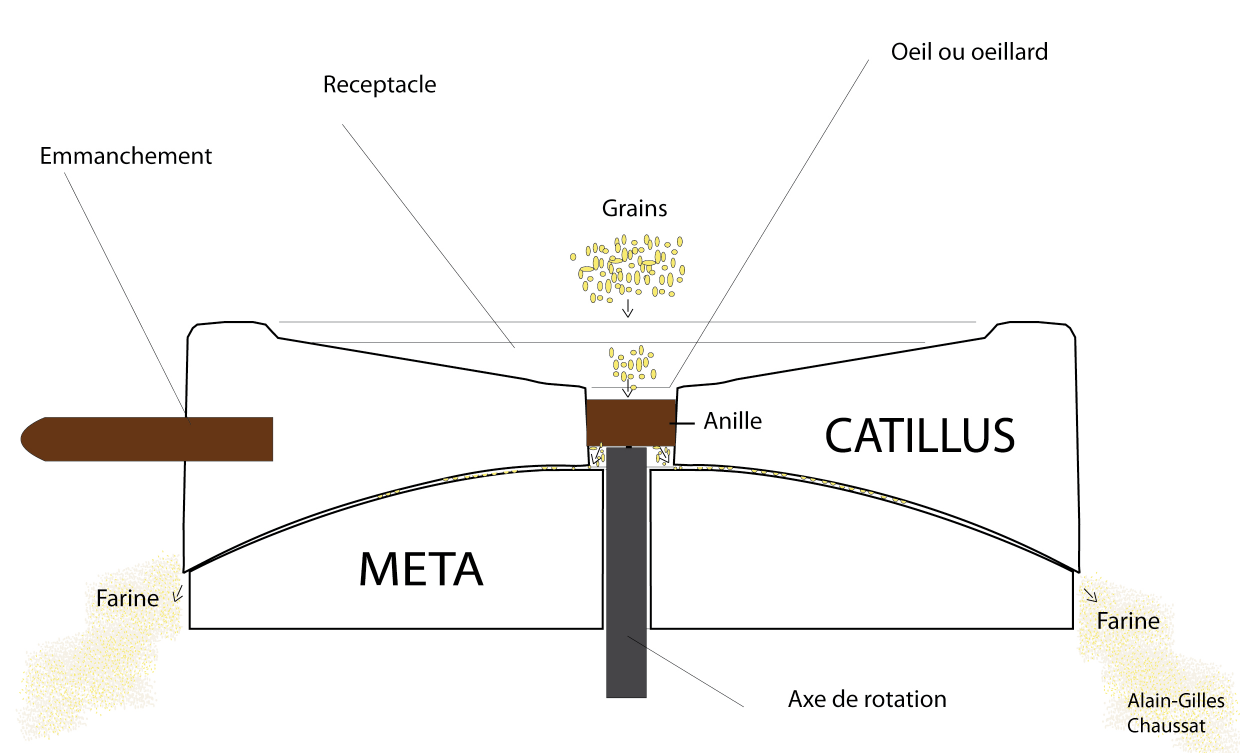
Ókori kézimalom vázlata
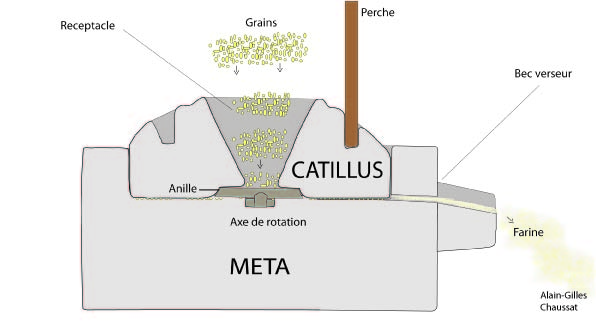
A 13-18. század között használt kézimalom vázlata.
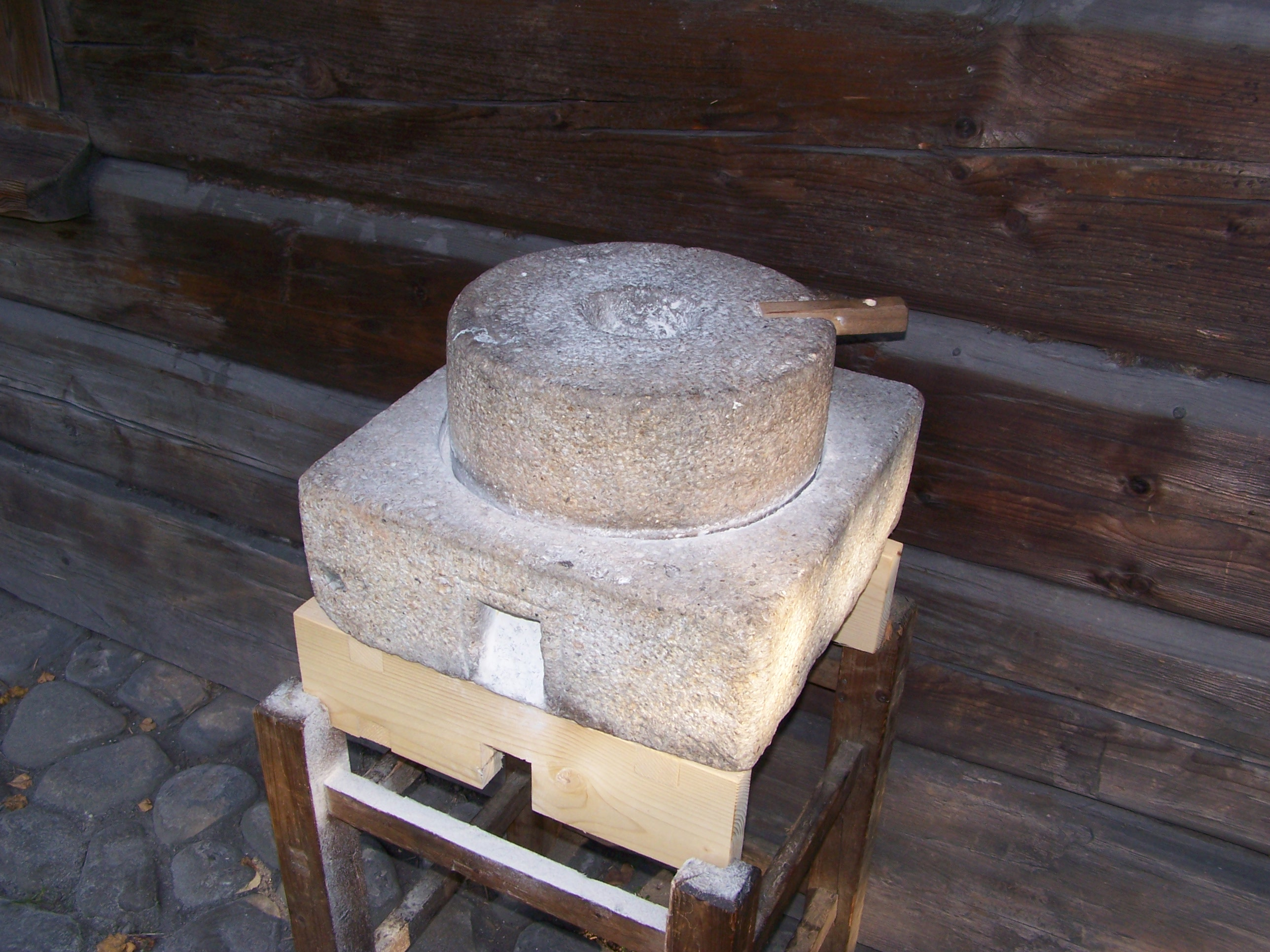
Európai kézimalom a közelmúltból
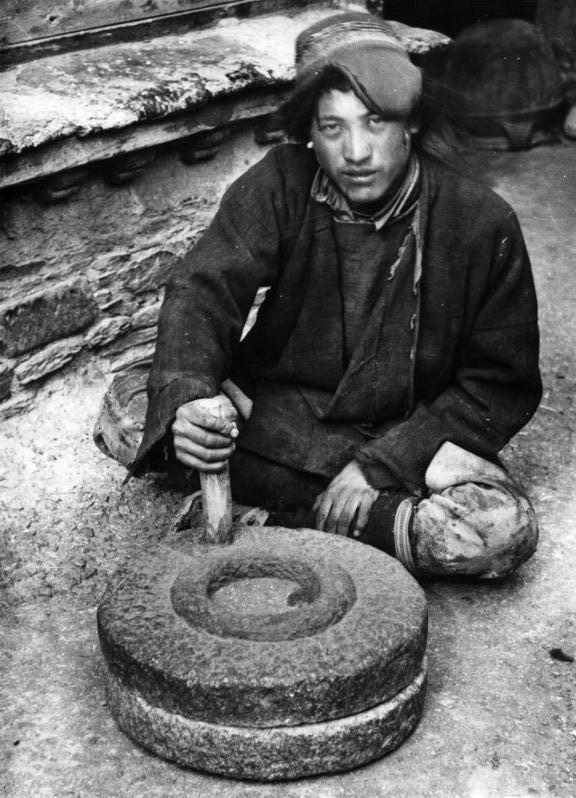
Tibeti kézimalom használat közben